# Trochia cingulata
Trochia cingulata, tên tiếng Anh: girdled dogwhelk, là một loài ốc biển, là động vật thân mềm chân bụng sống ở biển trong họ Muricidae, họ ốc gai.

## Miêu tả
Loài này có kích thước giữa 20 mm và 45 mm

## Phân bố
Chúng phân bố ở Đại Tây Dương dọc theo Namibia và bờ biển phía tây Nam Phi.